# Laubwälder südlich Seelze
Laubwälder südlich Seelze ist ein vor allem in der Stadt Seelze in der niedersächsischen Region Hannover gelegenes Naturschutzgebiet. Das aus den beiden Teilflächen Kirchwehrener Wald und Almhorster Wald bestehende Gebiet umfasst das seit 2004 bestehende gleichnamige FFH-Gebiet. Mehrere kleine Flächen am Ostrand des Kirchwehrener Holzes liegen auf Gehrdener Gebiet und eine kleine Teilfläche am Südrand des Kirchwehrener Holzes gehört zu Barsinghausen.

## Geographie
Das Naturschutzgebiet besteht aus zwei getrennten Waldstücken.
Das 252 ha große Teilgebiet Kirchwehrener Wald, beziehungsweise das Große Holz, liegt südlich des Stadtteils Kirchwehren und nimmt den äußersten Süden des Seelzer Stadtgebiets ein.
Das 243 ha große Teilgebiet Almhorster Wald umfasst den in Ost-West-Richtung langgestreckten zentralen Bereich des  Lohnder und Almhorster Waldes. Dieser erstreckt sich südlich des Mittellandkanals vom Seelzer Stadtteil Almhorst bis südlich des Stadtteils Dedensen. Der das Naturschutzgebiet umgebende Wald ist samt den angrenzenden landwirtschaftlich genutzten Flächen als Landschaftsschutzgebiet (LSG H 026) „Lohnder – Almhorster Wald“ geschützt.

## Beschreibung
Die beiden Waldgebiete zeichnen sich durch die jahrhundertealte Habitatkontinuität als Wald mit naturnahen Waldbodenstrukturen und bedeutenden Beständen gebietsheimischer Gehölze aus.
Im Almhorster Wald dominieren Eichen- und Hainbuchenmischwälder in mäßig feuchten bis feuchten Ausprägungen. Im Osten des Almhorster Waldes und Teilen des Kirchwehrener Waldes gibt es größere Buchenwaldbestände. In den Randbereichen der Fließgewässer Lohnder Bach und Kirchwehrener Landwehr finden sich kleine Erlen- und Eschenbruchwälder.
Im Naturschutzgebiet gibt es eine Vielzahl geschützter und gefährdeter Tierarten. Insbesondere kommen die Bechsteinfledermaus, Großes Mausohr, Wasserfledermaus, Großer Abendsegler, Fransenfledermaus und Zwergfledermaus vor.
Die das Naturschutzgebiet umgebenden Randbereiche und Offenlandstrukturen sind wertvolle Lebensräume für Insekten sowie Jagdhabitate für Fledermäuse und Greifvögel.

## Belege
1. ↑  
Landschaftsschutzgebiet "Lohnder - Almhorster Wald". www.nlwkn.niedersachsen.de, abgerufen am 21. Februar 2016.
2. ↑  
Verordnung über das Landschaftsschutzgebiet Lohnder Almhorster Wald (LSG-H 26). (PDF) Region Hannover, 3. März 2011, abgerufen am 21. Februar 2016.